# Hornsund (base)
Hornsund (in lingua polacca Polska Stacja Polarna Hornsund, in lingua inglese Polish Polar Station Hornsund) è una stazione polare appartenente alla Polonia situata sull'Hornsund fjord, sull'isola di Spitsbergen, facente parte dell'arcipelago delle isole Svalbard, in Norvegia. La stazione di Hornsund è attiva dal 1957.

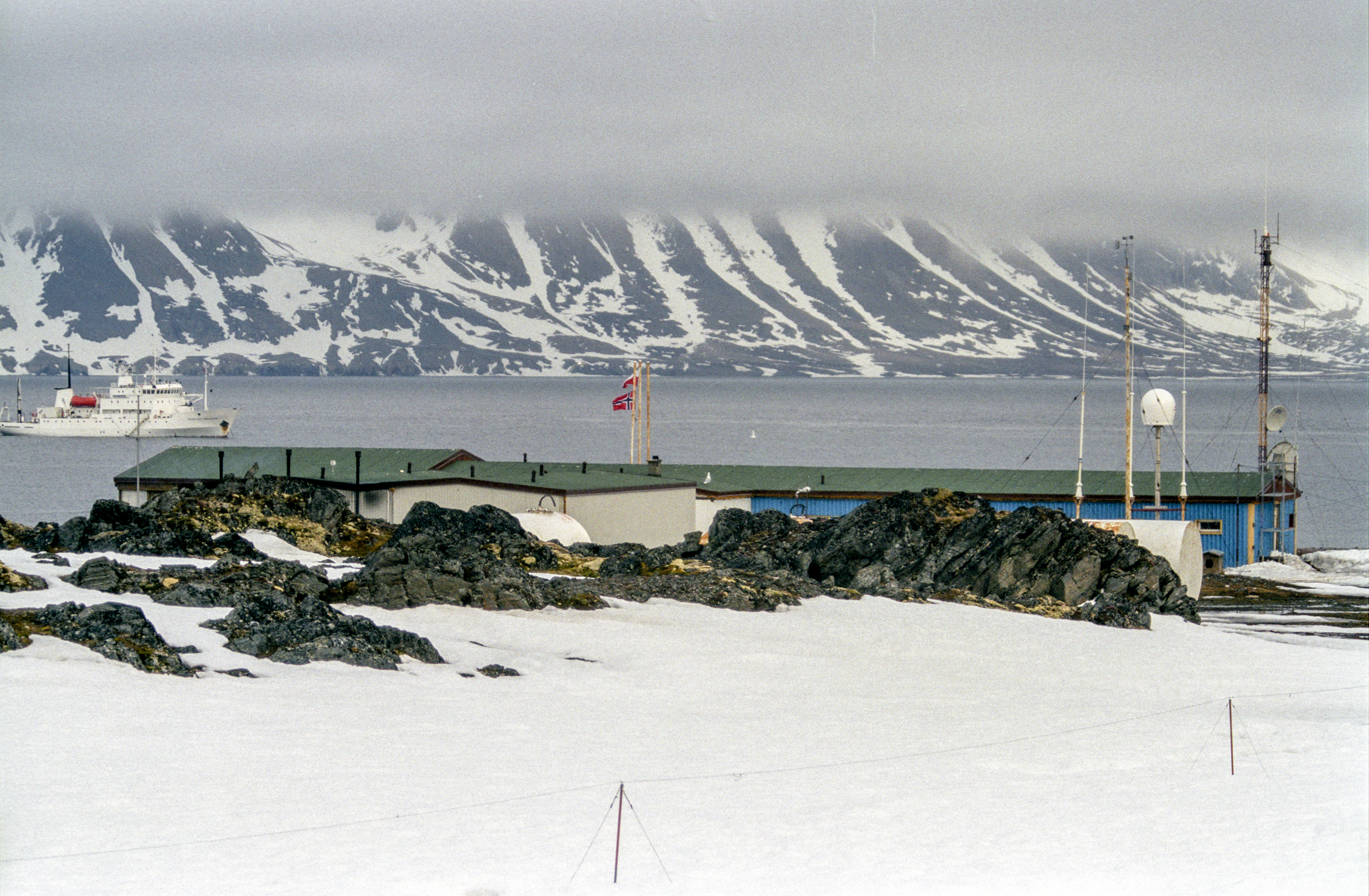
Il Hornsund Polish Arctic Station, 2003

## Storia
La stazione polare di Hornsund fu eretta nel luglio del 1957. Furono fatte delle spedizioni, a cui partecipò anche il geologo Stanislaw Siedlecki, oltre che molti esploratori e scienziati. Questo gruppo di persone aveva l'obiettivo di costruire una stazione polare, la costruirono quindi a Isbjørnhamna (baia dell'Orso Polare) e la chiamarono Hornsund, come l'omonimo fiordo. La stazione fu costruita nei mesi estivi del 1957. Hornsund fu modernizzata successivamente nel 1978.

## Localizzazione
La stazione è localizzata nel sud dell'isola più estesa dell'arcipelago, Spitsbergen, facente parte delle isole Svalbard, in Norvegia, vicino all'entrata dell'Hornsund fjord, nella parte nord del fiordo, sull'Isbjørnhamna (Baia dell'Orso Polare) a 10 metri sul mare. Le coordinate geografiche della stazione sono 77°00′N 15°33′E.